# Micky Green
Micky Green (født Michaela Gehrmann 28. juni 1984 i Sydney) er en australsk popsangerinde, der bor i Paris. Hun har hollandske og tyske rødder. Hun flyttede hjemmefra som 18-årig for ar blive model. Hun arbejder stadig som model, samtidig med at hun arbejder på sin musik.
Allerede som teenager begyndte Micky at skrive sange. Hendes første sang handlede om lommetørklæder. Hun havde altid en notesbog med sig, og de fleste af hendes sange er skrevet i lufthavne og på hoteller. Hendes første demo blev optaget på hendes computer. Hun udgav sit første album White T-shirt' i 2007, med hjælp fra produceren Renaud Letang. Hendes musik er rytmisk pop.

## Diskografi

### Albums
| 2008 | White T-Shirt | 12 | 6 | 88 |

### Singler
| Year | Song | FR | FR DL | SUI | BEL | Album         |
| ---- | ---- | -- | ----- | --- | --- | ------------- |
| 2008 | "Oh" | 12 | 2     | 69  | -   | White T-Shirt |